# Pookinaukko
Pookinaukko är en fjärd i Finland. Den ligger i landskapet Egentliga Finland, i den sydvästra delen av landet, 220 km väster om huvudstaden Helsingfors.
Pookinaukko avgränsas av Kloppi, Lökö och Ärväskivi i väster, Hylkkari i norr, Loukkari i öster samt Ränni i sydöst. Den ansluter till Loukkarinaukko i öster.